# One Eye Q=Young Wizdom
One Eye Q=Young Wizdom är en duo bestående av Ayo och Andreas Melin som var Svenska Polygram/Mercury Recordss första egna hiphopgrupp. Gruppen medverkade på soundtracket till filmen Sökarna samt spelade ett flertal gånger live med Janne Schaffer och Björn J:son Lindh, i och med att gruppen hade byggt sina låtar på gamla spår av dem. Gruppen gjorde även en spelning på Hultsfred. Efter att albumet var färdiginspelat och skickat till recensenter, så blev det personaländringar på skivbolaget och man vågade inte längre satsa på hiphop genren då.

## Diskografi

### Singlar

#### Trouble Row (1992)
Trouble Row är rapparen Ayos första skiva, som gjordes under gruppnamnet One Eye-Q=Young Wizdom, en grupp han hade tillsammans med Andres "Broadcaster D" Melin. Den återfanns även på soundtracket till filmen Sökarna.
1. "Trouble Row" (Extended Mix)
2. "Trouble Row" (A Type of Jazz Mix)
3. "Trouble Row" (Album version)
4. "Blak Prince" (Extended Mix)"
5. "No Rap?"
6. "Blak Prince" (Album version)
7. "Blak Prince" (A cappella Dub)

#### Karl XII (1992)
Karl XII är hans första låt på svenska.
1. "Karl XII (Meddelande från Graven)" (3:34)
2. "Karl XII (Message from the Grave)" (3:34)

#### B-Yourself (1992)
B-Yourself är gruppens sista singel innan skivbolagspolitik såg till att gruppens album aldrig släpptes till allmänheten.
1. "B-Yourself" (5:15)
2. "Nobody X-Cluded" (3:30)
3. "B-Yourself" (Broadcasters Funky Vinal Jam)" (5:50)
4. "Sounds Nordic" (Radio Beats)" (3:18)